# Samuel (cantante)
Samuel Arredondo Kim (Los Ángeles, 17 de enero de 2002), más conocido como Samuel, es un cantante y actor estadounidense de origen surcoreano y mexicano. Se hizo conocido por competir en la segunda temporada del programa Produce 101 de Mnet. Formó parte del dúo de hip hop 1PUNCH en 2015, usando el nombre artístico Punch.
Samuel debutó como solista con el EP Sixteen, el 2 de agosto de 2017, ubicándose en el cuarto puesto de Gaon Album Chart. Hizo su debut como actor con el drama Sweet Revenge (2018).

## Biografía y carrera

### Primeros años
Samuel hizo su primera aparición pública a los once años, cuando apareció en Seventeen TV en 2013 como aprendiz de Pledis Entertainment, quien debutaría como miembro del grupo Seventeen. Sin embargo, abandonó la agencia en el mismo año.

### 2015-presente: Inicio de su carrera musical
En enero de 2015, Samuel debutó como parte del dúo de hip hop 1PUNCH, junto con One como una colaboración entre Brave Entertainment y D-Business Entertainment, usando Punch como su nombre artístico. Ocho meses después, One fue firmó un contrato con YG Entertainment, lo que llevó a la disolución del dúo. Utilizando el mismo nombre, lanzó un sencillo titulado «Spotlight» en colaboración con Silentó en abril de 2016 con el que ganó un premio en los Seoul Music Awards.
En abril de 2017, Samuel participó en la segunda temporada del programa de supervivencia Produce 101 en representación de Brave Entertainment. Durante la primera eliminación, ocupó el segundo lugar, pero no logró formar parte del Top 11 para debutar con Wanna One, ocupando el puesto 18. El resultado fue recibido con sorpresa por algunos espectadores, que esperaban que Samuel integrara el grupo. Durante el programa, se informó que Brave Entertainment presentaría una denuncia penal en respuesta a la cantidad de comentarios y publicaciones maliciosos en línea dirigidos a Samuel. El 17 de junio, luego de la eliminación de Samuel del programa, Brave Entertainment anunció que debutaría próximamente como solista.
El lanzamiento de su primer miniálbum, titulado Sixteen, junto con el sencillo principal del mismo nombre, se realizó el 2 de agosto. En octubre, apareció en Fantastic Duo 2 interpretando «Baby» de «Justin Bieber» e «Insomnia» de Wheesung. Samuel causó una buena impresión con su baile durante el espectáculo y reveló: «Fui a la escuela de baile a la que asistían Usher, Chris Brown y Justin Bieber en el pasado».
El 17 de enero de 2022 se informo que Samuel Kim supuestamente firmó un contrato exclusivo con Big Planet Made (BPM) y comenzó nuevas actividades.

## Discografía

### EP
| Título  | Detalles del álbum | Mejor posición | Ventas         |
| Título  | Detalles del álbum | COR            | Ventas         |
| ------- | --- | -------------- | -------------- |
| Sixteen | - Lanzamiento: 2 de agosto de 2017 - Discográfica: Brave Entertainment, LOEN Entertainment - Formatos: CD, descarga digital Ver listaLista de canciones 1. Jewel Box 2. Sixteen (feat. Changmo) 3. I Got It (feat. Maboos) 4. With U (feat. Chungha) 5. 123 (feat. Maboos) 6. I'm Ready | 4              | - COR: 34 386+ |

### Sencillos
| Título                                                                                  | Año  | Mejor posición | Ventas         | Álbum     |
| Título                                                                                  | Año  | COR            | Ventas         | Álbum     |
| --------------------------------------------------------------------------------------- | ---- | -------------- | -------------- | --------- |
| «Spotlight» (con Silentó)                                                               | 2016 | —              | N/A            | Sin álbum |
| «Sixteen» (feat. Changmo)                                                               | 2017 | 88             | - COR: 22 655+ | Sixteen   |
| «—» indica que el lanzamiento no se posicionó en lista o no se lanzó en ese territorio. |      |                |                |           |

## Filmografía

### Programas de telerrealidad
| Año       | Título                                                                | Cadena           | Notas       |
| --------- | --------------------------------------------------------------------- | ---------------- | ----------- |
| 2012      | Made In U                                                             | JTBC             | Concursante |
| 2016      | The Boss is Watching                                                  | SBS              | Concursante |
| 2017      | Produce 101                                                           | Mnet             |             |
| 2017      | Happy Together 3 Especial de verano,junto a Kai, Taemin y Jung Da Hye | KBS2             |             |
| 2017      | Weekly Idol                                                           | MBC              |             |
| 2017      | Fantastic Duo 2                                                       | SBS              |             |
| 2017      | Fanc in star                                                          | TBS              |             |
| 2017-2018 | Photo People                                                          | V live, NAVER TV |             |
| 2017-2018 | Nest Escape Season 2                                                  | TVN              |             |
| 2018      | Revenge Note 2                                                        | XTVN/OKSUSU TV   |             |

## Premios y nominaciones
| Año  | Premio                       | Categría                      | Trabajo nominado        | Resultado |
| ---- | ---------------------------- | ----------------------------- | ----------------------- | --------- |
| 2017 | 26th Seoul Music Awards      | Colaboración Global           | «Spotlight» con Silentó | Ganadores |
| 2017 | 19th Mnet Asian Music Awards | Mejor Nuevo Artista Masculino |                         | Pendiente |
| 2017 | 19th Mnet Asian Music Awards | Canción del Año               |                         | Pendiente |